# Kaitasaari (ö i Egentliga Tavastland, Tavastehus, lat 60,94, long 24,13)
Kaitasaari är en ö i Finland. Den ligger i sjön Renkajärvi och i kommunen Hattula i den ekonomiska regionen  Tavastehus ekonomiska region  och landskapet Egentliga Tavastland, i den södra delen av landet, 100 km nordväst om huvudstaden Helsingfors. Öns area är 0,5 hektar och dess största längd är 220 meter i sydöst-nordvästlig riktning.